# Four Corners (Oregon)
Four Corners – jednostka osadnicza w Stanach Zjednoczonych, w stanie Oregon, w hrabstwie Marion.